# Vistulanos

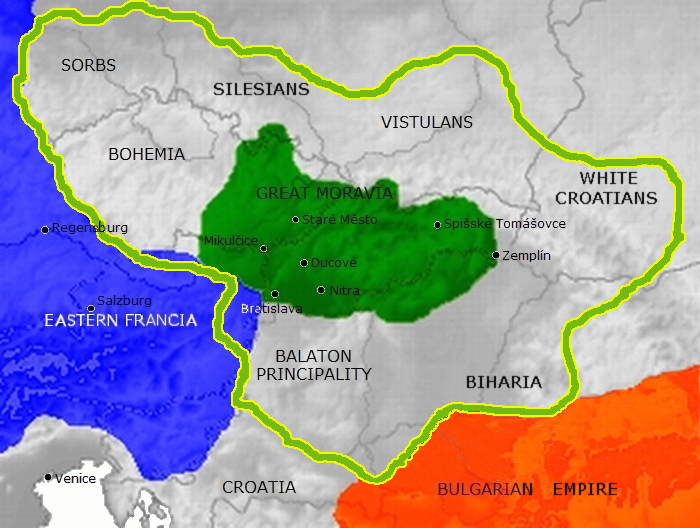
Europa Central en 870. Francia Oriental, en azul; Primer Imperio Búlgaro, en naranja; la Gran Moravia bajo Rastislav, en verde. La línea verde representa las fronteras de la Gran Moravia después de la expansión territorial bajo Svatopluk I (894). (Téngase en cuenta que algunas de las fronteras de la Gran Moravia son objeto de debate.)

Distribución de los pueblos eslavos occidentales en los siglos -.

Los vistulanos (en polaco: Wiślanie) fueron una tribu altomedieval de eslavos occidentales que habitó en la parte occidental de la moderna Pequeña Polonia, en los valles de la cuenca alta del río Vístula. En el siglo IX crearon un estado tribal, con los principales centros probablemente localizados en Cracovia, Wiślica, Sandomierz y Stradów. Probablemente alrededor de 874 fueron sometidos por el rey Svatopluk I de Moravia, que fue contemporáneo del emperador Arnulfo y el duque vistulano se vio obligado a aceptar el bautismo. Después de un período posterior de dominación checa, las tierras de los vistulanos quedaron controladas por los Polanos occidentales de finales del siglo X, y fueron incorporados en Polonia.

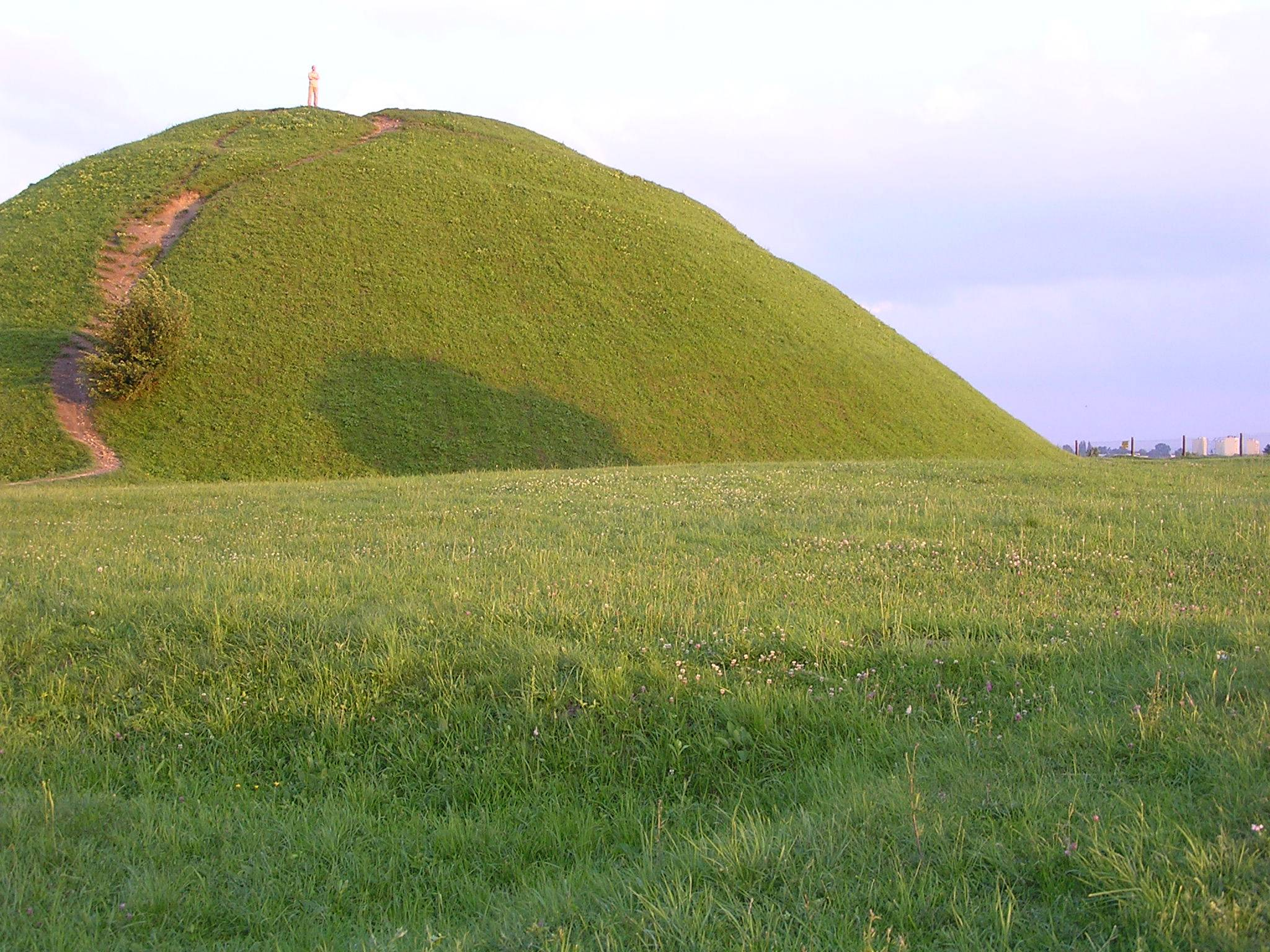
El montículo de Krakus, uno de los principales gords vistulanos.

La zona habitada por los vistulanos probablemente iba desde las estribaciones de los montes Cárpatos, en el sur, a las fuentes de los ríos Pilica y Warta en el norte; en el este, alcanzó hasta el río Dunajec, y en el oeste, el Skawa. Los primeros gords eslavos no fueron construidos aquí hasta mediados del siglo VIII, lo que significa que los vistulanos probablemente emigraban con frecuencia, cambiando de lugares. Aunque algunos historiadores, como Przemysław Urbanczyk, afirman que los vistulanos no existieron, hay tres documentos que pueden ser vinculados a esta tribu. El primero es el llamado Leyenda de Panonia (La vida de San Metodio de Tesalónica), el segundo es el Geógrafo Bávaro, y el tercero es el Germania, de Alfredo el Grande.
Desde el siglo VIII, los vistulanos comenzaron la construcción de amplios gords, cuyas áreas con frecuencia llegaron a más de 10 hectáreas. La mayoría de los gords tenían forma de anillo y estaban situados sobre colinas. Entre los principales estaban los gords en Cracovia, Stradów, Demblin, Naszczowice, Podegrodzie, Stawy, Trzcinica, Wiślica y sobre la colina Bocheniec en Jadowniki. Lo más probable es que la capital de los vistulanos se encontrase en Cracovia, lo que se confirma por el tamaño de la gord local, junto con un bastión fortificado, situado en la colina de Wawel. Además, los vistulanos construyeron probablemente varios montículos, como el montículo de Krakus, pero los historiadores discuten si éstos serían anteriores, de origen celta.
Poco se sabe sobre la historia temprana de los vistulanos. Su territorio podría haber sido conquistada por la Gran Moravia, aunque no existen pruebas concluyentes para demostrar esta teoría. De acuerdo a los hallazgos arqueológicos, a finales del siglo IX varios gords en el sur de la Pequeña Polonia fueron destruidos. Esto podría haber sido durante la conquista de los vistulanos por la Gran Moravia, pero podría haber sido el resultado de un conflicto entre los vistulanos y otras tribus, como los golensizis. En los años 950, la tierra de los vistulanos probablemente fue conquistada por duque checo Boleslao I, que es confirmado por Abraham ben Jacob, cuyo trabajo fue utilizado por el geógrafo musulmán al-Bakri en su Libro de Carreteras y Reinos.
No se sabe cuándo, y cómo, la tierra de los vistulanos se unió en el estado de los polanos. La investigación arqueológica no ha encontrado ninguna evidencia de conflictos armados entre los polanos y los vistulanos. Lo más probable es que Bolesław I Chrobry, futuro rey de Polonia, fuese nombrado príncipe de Cracovia por su abuelo, Boleslao I. Tras la muerte de su padre Miecislao I de Polonia (992), Chrobry unió Cracovia con Polonia, con el consentimiento de la clase gobernante vistulana.
Hasta ahora  los historiadores no han sido capaces de nombrar ningún duque vistulano. Por otra parte, poco se sabe acerca de sus rituales religiosos y de la fecha del bautismo de la tribu.